# NGC 7540/2
NGC 7540/2 је галаксија у сазвежђу Пегаз која се налази на NGC листи објеката дубоког неба.
Деклинација објекта је + 15° 57' 10" а ректасцензија 23h 14m 37,4s. Привидна величина (магнитуда) објекта NGC 7540 износи 15,5 а фотографска магнитуда 16,5.